# Cobos (Argentina)
Cobos es una localidad de la región Noroeste de Argentina, en el departamento General Güemes de la provincia de Salta. Se encuentra en el km 1555 de la Ruta Nacional 9, cerca del río Mojotoro.
Contaba con 721 habitantes (Indec, 2001), lo que representa un incremento del 21,4% frente a los 597 habitantes (Indec, 1991) del censo anterior. A 800 metros de la localidad de Cobos se halla el fuerte de Cobos, del cual tomó el nombre. Este es un monumento histórico nacional que fue construido como puesto de avanzada de defensa de la ciudad de Salta frente a los ataques de los indígenas del Gran Chaco.

## Historia
Cobos se halla en el valle de Siancas, que tomó el nombre del maestre de campo español Juan de Ciancas, quien murió en el área en 1564. Al año siguiente de la fundación de la ciudad de Salta en 1582 fueron otorgadas las primeras mercedes de tierras en el valle de Siancas, instalándose los primeros colonos españoles. Los ataques de los indígenas del Chaco hicieron que fuera construido en 1690 el fuerte de fuerte de Santa Ana de Cobos. Debido a que por allí pasaba el camino real, comenzó a formarse un pueblo cerca del fuerte. 

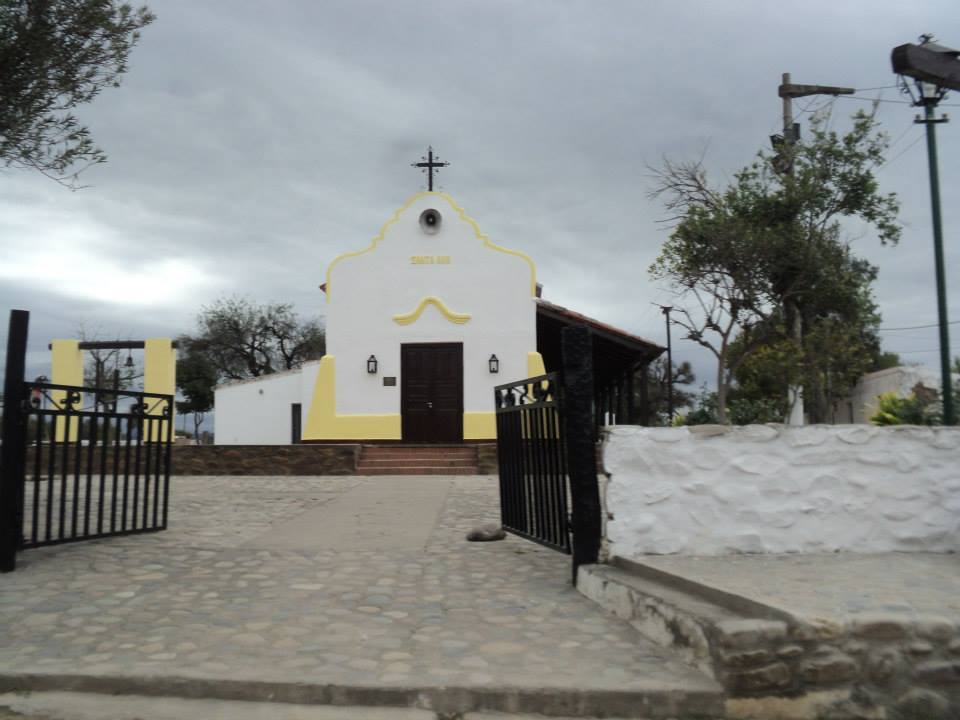
Iglesia de Santa Ana en Cobos

El Fuerte de Cobos fue una etapa del Éxodo Jujeño comandado por Manuel Belgrano, produciéndose allí un incidente entre la vanguardia del ejército realista y la retaguardia del Ejército Auxiliar del Perú el 26 de agosto de 1812. Durante la Guerra Gaucha las milicias de Martín Miguel de Güemes tuvieron algunos encuentros con los realistas en esta zona, que fue utilizada como campamento por Güemes. Allí se entrevistó con el director supremo Juan Martín de Pueyrredón el 15 de junio de 1816.

En 1841 Juan Lavalle descansó en el fuerte de Cobos durante la retirada que finalizó con su muerte en Jujuy.

## Defensa Civil

### Sismicidad
La sismicidad del área de Salta es frecuente y de intensidad baja, y un silencio sísmico de terremotos medios a graves cada 40 años.
- Sismo de 1930: aunque dicha actividad geológica catastrófica, ocurre desde épocas prehistóricas, el terremoto del 24 de diciembre de 1930 (94 años),[4] señaló un hito importante dentro de la historia de eventos sísmicos jujeños, con 6,4 Richter. Pero nada cambió extremando cuidados y/o restringiendo códigos de construcción.[3]
- Sismo de 1948: el 25 de agosto de 1948 (76 años) con 7,0 Richter, el cual destruyó edificaciones y abrió numerosas grietas en inmensas zonas[4][3]
- Sismo de 2010: el 27 de febrero de 2010 (15 años) con 6,1 Richter